# Krivovitxevita
La krivovitxevita és un mineral de la classe dels sulfats. Rep el seu nom de Sergey Vladimirovitx Krivovitxev, mineralogista i cristal·lògraf rus, professor de la Universitat Estatal de Sant Petersburg.

## Característiques
La krivovitxevita és un sulfat de fórmula química Pb₃Al(OH)₆SO₄(OH). Va ser aprovada com a espècie vàlida per l'Associació Mineralògica Internacional l'any 2004. Cristal·litza en el sistema trigonal. Es troba en forma de grans equants de fins a 1 cm d'ample, en agregats de galena. La seva duresa a l'escala de Mohs és 3. És un mineral químicament relacionat amb les espècies del supergrup de l'alunita.
Segons la classificació de Nickel-Strunz, la krivovichevita pertany a «07.BC: sulfats (selenats, etc.), amb anions addicionals, sense H₂O, amb cations de mida mitjana i gran», juntament amb els minerals següents: d'ansita, alunita, amonioalunita, amoniojarosita, argentojarosita, beaverita-(Cu), dorallcharita, huangita, hidroniojarosita, jarosita, natroalunita-2c, natroalunita, natrojarosita, osarizawaïta, plumbojarosita, schlossmacherita, walthierita, beaverita-(Zn), ye'elimita, atlasovita, nabokoïta, clorotionita, euclorina, fedotovita, kamchatkita, piypita, klyuchevskita, alumoklyuchevskita, caledonita, wherryita, mammothita, linarita, schmiederita, munakataïta, chenita i anhidrocaïnita.

## Formació i jaciments
Es forma per l'alteració hidrotermal de la galena. Va ser descoberta al mont Lepkhe-Nel'm, al llac Seidozero, massís de Lovozero, a l'óblast de Múrmansk (Rússia), a on sol trobar-se associada a una gran quantitat de minerals, com ara la titanita, la rhabdofana-(Ce), el quars, la polilitionita, l'ortoclasa o l'òpal. És l'únic indret a on ha estat trobada aquesta espècie.